# سارا-جین پاتس
سارا-جین پاتس (انگلیسی: Sarah-Jane Potts؛ زادهٔ ۳۰ اوت ۱۹۷۶) یک بازیگر اهل بریتانیا است.
از فیلم‌ها یا برنامه‌های تلویزیونی که وی در آن نقش داشته‌است، می‌توان به چکمه‌های غیرعادی، پسر متعصب من، نشنال لمپون نه چندان قانونی و سپیده‌دم اشاره کرد.